# Клерк, Хендрик де
Хендрик де Клерк (нидерл. Hendrick de Clerck; ок. 1560, Брюссель — 27 августа 1630, Брюссель) — южно-нидерландский (фламандский) живописец «Золотого века Нидерландов». Работал в Брюсселе. Его творчество принадлежит к поздним поколениям художников-маньеристов, предшествовавших искусству Питера Пауля Рубенса и фламандскому барокко, а картины де Клерка схожи с произведениями его современника Мартена де Воса.

## Биография
Его точная дата рождения неизвестна, но в 1594 году Хендрик де Клерк стал придворным художником эрцгерцога Эрнеста, и эту должность он продолжал занимать на службе у штатгальтера испанских Нидерландов Альбрехта и Изабеллы после смерти Эрнеста в 1596 году. Как и Мартен де Вос в Антверпене, Де Клерк отвечал за создание новых запрестольных образов для церквей в Брюсселе после иконоборческих вспышек 1566 года. В Италии де Клерк, возможно, был учеником Йоса ван Винге.
Де Клерк также специализировался на небольших кабинетных картинах с изображением библейских, аллегорических и мифологических сюжетов, которые коллекционировали аристократы Брюсселя. Часто он, сотрудничая с другими художниками, такими как Ян Брейгель Старший и Денис ван Алслоот, писал фигуры для пейзажей и других произведений.

## Галерея
- Состязание Пана с Аполлоном. Ок. 1620. Медь, масло. Рейксмюсеум, Амстердам
- Венера и Адонис. Ок. 1600. Холст, масло. Крайслер музей искусств. Норфолк, Вирджиния, США
- Суд Париса. Ок. 1610. Дерево, масло. Частное собрание
- Пейзаж с Товием и архангелом Рафаилом. Дерево, масло. Совместно с Денисом ван Алслоотом. Королевский музей изящных искусств, Антверпен
- Рай с четырьмя Стихиями. Ок. 1620. Дерево, масло. Совместно с Денисом ван Алслоотом. Прадо, Мадрид